# Archäologisches Museum Weliki Preslaw

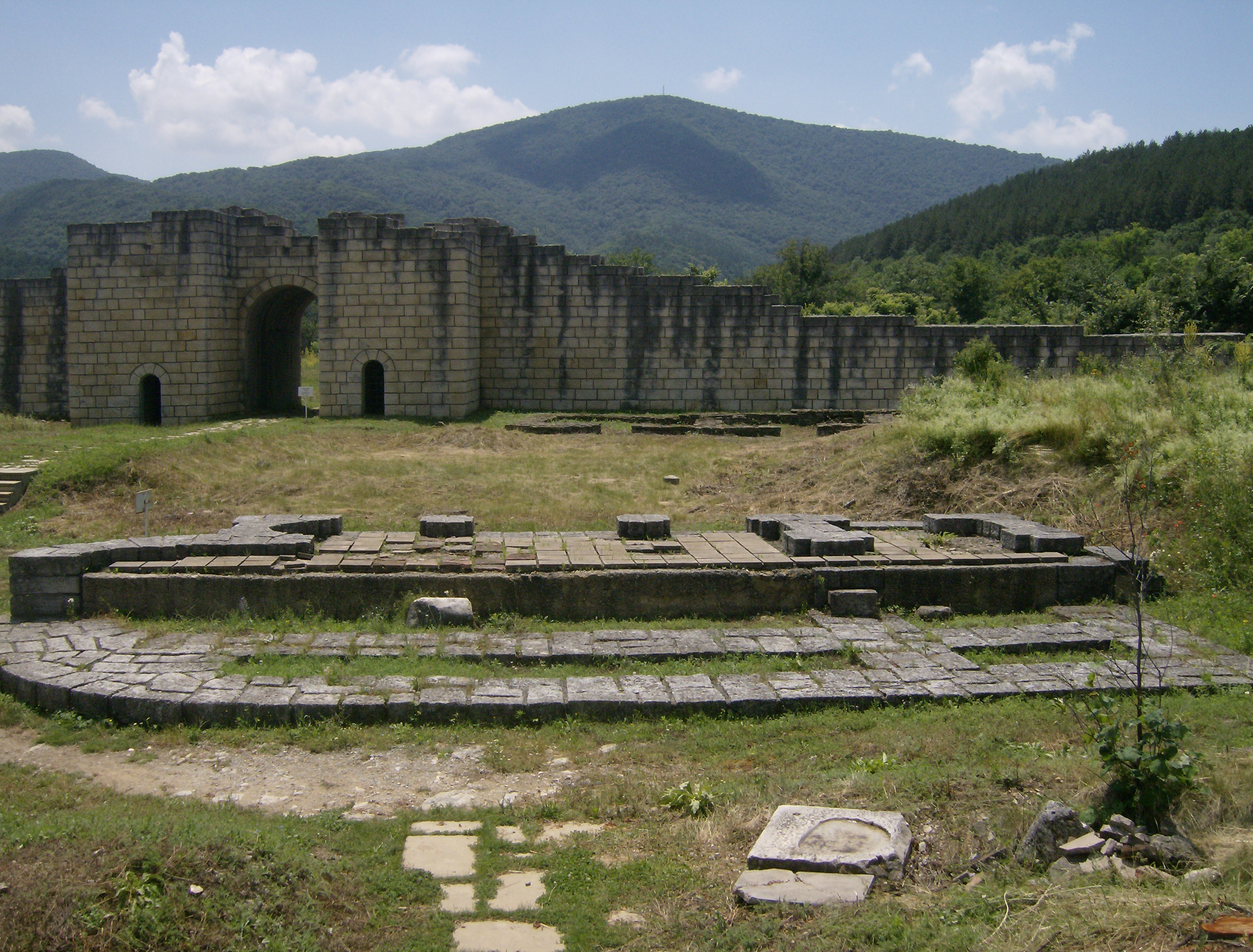
Rekonstruierte Befestigungsmauern des mittelalterlichen Preslaw

Das Archäologische Museum Weliki Preslaw ist eine am 26. Oktober 1906 in der bulgarischen Kleinstadt Weliki Preslaw eröffnete Kunstsammlung (vollständiger Name: bulgarisch Национален историко-археологически резерват и музей „Велики Преслав“, Nationales historisch-archäologisches Reservat und Museum Weliki Preslaw). Das Museum befindet sich in unmittelbarer Nähe der modernen Stadt und liegt auf den Ruinen der gleichnamigen Hauptstadt des Ersten Bulgarischen Reiches, Preslaw. Das archäologische Reservat erstreckt sich auf eine Fläche von 500 Hektar und erschließt einen Teil der mittelalterlichen Stadt.

## Geschichte

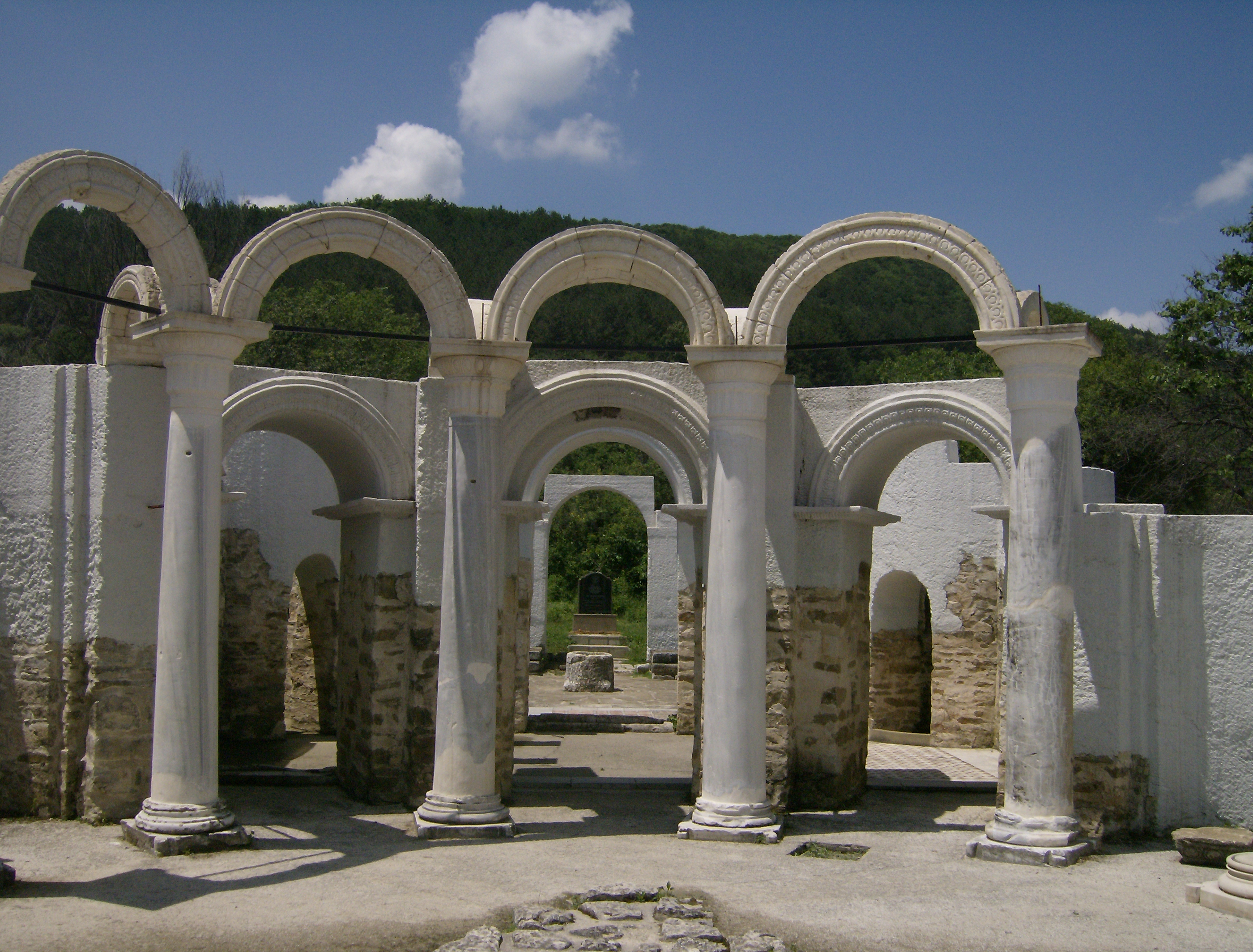
Goldene Kirche in Preslaw

Der Wunsch nach einem archäologischen Museum in Weliki Preslaw, in dem die bis zu diesem Zeitpunkt entdeckten archäologischen Funde untergebracht und ausgestellt werden können, entstand bald nach der Befreiung Bulgariens 1878. Dieser ging jedoch erst am 26. Oktober 1906 in Erfüllung, als auf Initiative von Jordan Gospodinow und Karel Škorpil die Archäologische Gesellschaft von Preslaw „Titscha“ gegründet wurde (bulgarisch Преславско археологическо дружество „Тича“). Hauptziel dieser archäologischen Gesellschaft war das Zusammentragen einer Kunstsammlung sowie die Erforschung und der Schutz der Ruinen des Administrationszentrums des Zaren Simeon I. (893–927). Da zu diesem Zeitpunkt das Museum noch über kein eigenes Gebäude verfügte, wurden die archäologischen Funde der darauffolgenden Jahre in drei Sammlungen aufgeteilt, untergebracht im Rathaus in Preslaw, in Gebäuden im naheliegenden Biosphärenreservat Patlejna und einem Pavillon bei der Runden Kirche (bekannt auch als Goldene Kirche) der alten Hauptstadt.
1949 wurde das archäologische Museum in der Kathedrale der Heiligen Kyrill und Method untergebracht, in unmittelbarer Nähe der mittelalterlichen Stadt.
Anlässlich des 1300 Jahrestag der Gründung des bulgarischen Reiches wurde dem Museum 1981 ein neues Gebäude zur Verfügung gestellt, welches nicht nur ausreichend Platz für die Expositionen bietet, sondern auch über Kino und Konferenzsaal verfügt, in dem unter anderem Buchpräsentationen, Kunstausstellungen sowie internationale historische Symposien organisiert werden.

## Ausstellungen

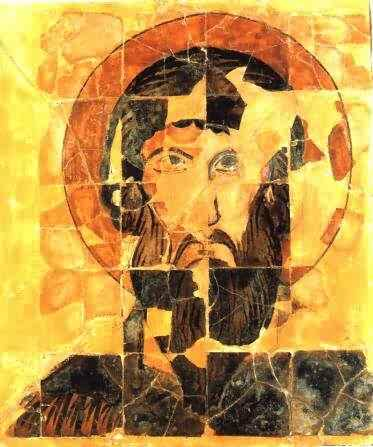
Ikone des Heiligen Theodor Stratelates, gefasst in Preslawer weißer Keramik

Gegenwärtig besitzt das Archäologische Museum Weliki Preslaw mehr als 35 000 archäologische Funde, wobei etwa 1700 ausgestellt sind, darunter Unikate wie die bemalte Keramikikone des Heiligen Theodor Stratelates aus dem 9. Jahrhundert, den Schatz von Preslaw sowie die Keramikikonostase aus dem Kaiserkloster in Preslaw.
Der sog. Schatz von Preslaw – Teil der Dauerausstellung – besteht aus mehr als 170 reich verzierten Funden aus Gold, Silber und Bronze, 15 silbernen byzantinischen Münzen der Kaiser Konstantinos Porphyrogennetos (Konstantin VII. 913–959) und Romanos Lakapenos (Romanos II. 959–963), der für Preslaw charakteristischen bemalten weißen Keramik sowie einer der weltgrößten Sammlungen von mittelbyzantinischen Stempeln aus der Zeit zwischen 971 und 1088.

## Kyrillische Denkmäler

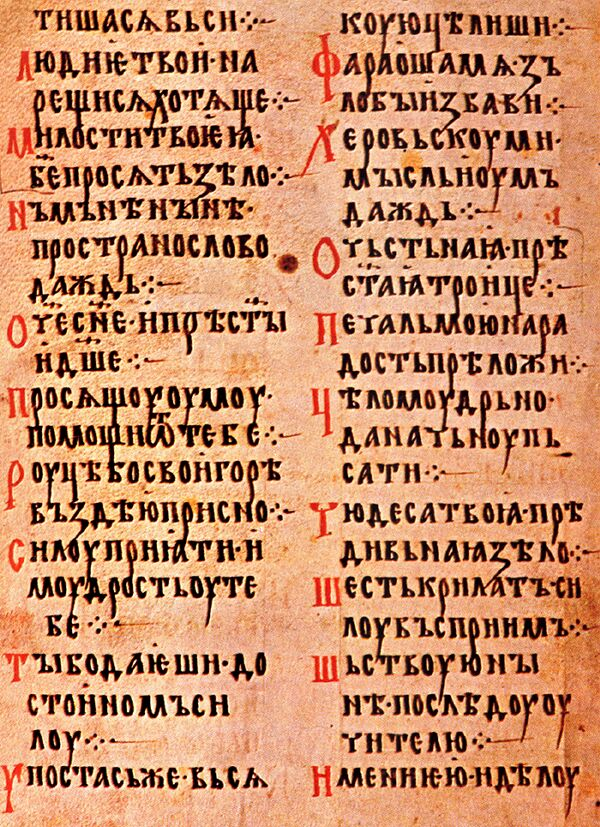
Alphabetisches Gebet-Vorwort des Belehrenden Evangeliums (um 893–894 in Preslaw) von Konstantin von Preslaw. Eines der frühesten kyrillischen Denkmäler. Russische Abschrift aus dem 12. Jahrhundert Staatliches Historisches Museum Moskau

Nach der Verlegung des Reichshauptstadt durch Simeon I. den Großen in 893 von Pliska in das etwa 50 km südwestlich gelegene Preslaw wurde die Stadt bald zu einem bedeutenden politischen, geistigen, künstlerischen und intellektuellen Drehkreuz, Sitz der königlichen Staatsverwaltung und des Patriarchen der seit 927 unabhängigen Bulgarisch-Orthodoxen Kirche.
Die Schule von Preslaw etablierte sich bald nach ihrer Verlegung von Pliska um 893, wo sie 885/886 von Simeons Vater Boris I. Michael gegründet wurde, als drittes kulturelles und geistiges Zentrum Bulgariens neben der Schule von Ohrid (bulg.Охридска книжовна школа) und der Schule von Pliska. Das Seminar von Preslaw entwickelte sich bald als Zentrum der altbulgarischen Schriftkultur, in der der bedeutendsten seiner Zeit Schriftsteller, Übersetzer, Philosophen und Geographen, darunter die Mönche und Gelehrten Konstantin von Preslaw, Naum von Preslaw, Ioan Exarch (auch Johannes Exarch; † 900), Tudor Doks, Presbyter Kozma und Tschernorizec Hrabar breite literarische Tätigkeit entfaltet haben.
In dieser Zeit, die in Bulgarien als Goldenes Zeitalter der bulgarischen Kultur bezeichnet wird, ging man in der Schule in Preslaw zu einer neuen, geeigneten Schrift über – dem Kyrillischen Alphabet, das vorwiegend auf Elementen der griechischen Unzialschrift beruhte, welche bereits jahrhundertelang benutzt wurde. Im alten Preslaw und seiner Umgebung wurden auch die ältesten kyrillischen Schriftdenkmäler gefunden, die einmal mehr die Tatsache untermauern, dass das Kyrillische Alphabet am Hof des bulgarischen Zaren Simeon I. der Große in Preslaw erfunden wurde.

### Die Grabinschrift von Tudor
Im Archäologischen Museum Preslaw faszinieren viele steinerne Monumente aus der Zeit zwischen dem 9. und dem 10. Jahrhundert, die die unverwechselbaren Zügen des Kyrillischen Alphabets zeigen, darunter ein Exponat aus dem frühen 10. Jahrhundert. Das Inschriftenfragment wurde in der Nähe der sog. Runden Kirche (auch als Goldene Kirche bekannt) in der damaligen Hauptstadt Preslaw gefunden.
Die fragmentarisch erhaltene Inschrift informiert:

„„Ich bin das Grab von Tudor, ein Diener Gottes. Von diesem Stein sind es… Ellen bis zur Wand …““

Es ist kontrovers, ob es sich bei den Bestatteten um Tudor Dux (auch Dox) handelt, ein Aristokrat, berühmter Vertreter der Literarischen Schule von Preslaw (bulg. Преславска книжовна школа), Priester und Autor vieler altbulgarischen Texte, der im 9. Jahrhundert gelebt hat. Es wird angenommen, dass Tudor Dux einer der Brüder des bulgarischen Königs Boris I. Michael (* 1. Hälfte des 9. Jahrhunderts; † 2. Mai 907 in Bulgarien) war.

### Die Grabinschrift von Ana

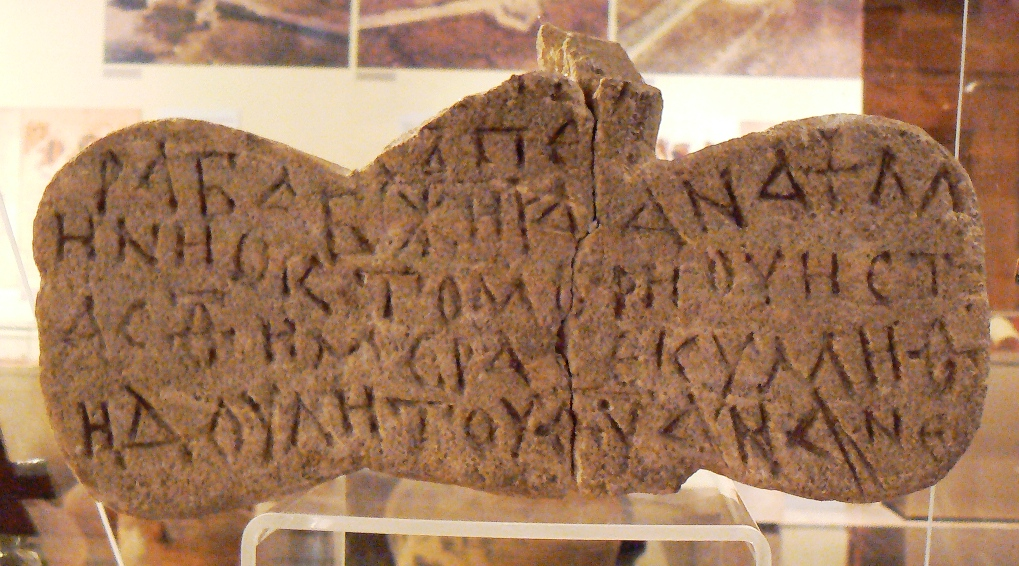
Kopie eines Fragmentes des Grabkreuzes von Ana. Bilingue Inschrift auf Altbulgarisch in kyrillischer Schrift und Altgriechisch. Nationales Historisches Museum Sofia. 10. Jahrhundert (das Original wird im Arch. Museum Preslaw aufbewahrt)

Eine der ersten erhaltenen Steininschriften auf Kyrillisch ist die Inschrift auf dem Fragment eines Grabkreuzes aus dem 9.–10. Jahrhundert, das einst das Grab markierte, in dem Ana ruhte. Ana war die jüngste Tochter des bulgarischen Herrschers Boris I. (852–889) und Schwester seiner Thronnachfolgern Wladimir Rassate (889–893) und Simeon I. (893–927). Die zweisprachige Inschrift erzählt auf Altbulgarisch in Kyrillischer Schreibweise und auf Griechisch, dass

„…der Diener Gottes Ana verstorben ist. Im Monat Oktober am neunten Tag verstarb der Gottesdiener Ana…“

### Die Grabinschrift von Mostitsch
Im Archäologischen Museum Weliki Preslaw wird des Weiteren die Grabinschrift von Mostitsch (bulg.Мостич) ausgestellt. Mostitsch war ein Itschirgu-Boil, der dritte Mann im Staat, zu Zeiten der bulgarischen Herrscher Simeon I. und Petar I.
Die Grabinschrift von Mostitsch ist die älteste erhaltene Inschrift überhaupt, welche die Verwendung des kaiserlichen Titels Zar zum ersten Mal historisch belegt. Das Denkmal wurde 1952 von Stancho Waklinow (bulg.Станчо Ваклинов) bei archäologischen Grabungsarbeiten in der sogenannten Mostitsch-Kirche in der Inneren Stadt des mittelalterlichen Preslaw gefunden. Nach Forschungserkenntnisse wurde das steinerne Monument in den fünfziger oder spätestens in den sechziger Jahren des 10. Jahrhunderts geschaffen.
Der eingemeißelte Text lautet (auf Altbulgarisch und übersetzt):

„Сьдє лєжитъ Мостичь чрьгоѵбъɪля бъɪвъɪи при Сѵмеонѣ цр҃и и при Пєтрѣ цр҃и ос(м)иѫ жє дєсѧть лѣтъ съɪ оставивъ чрьгоѵбъɪльство ї вьсе їмѣниѥ бъɪстъ чрьноризьць ї въ томь сьврьши жизнь своиѫ.“

„Hier ruht Mostitsch, Itschirgu-Boil unter Zar Simeon und Zar Petar. Mit 80 Jahren verließ er sein Amt, gab sein ganzes Vermögen auf, wurde Mönch und so endete sein Leben.“